# (4856) Seaborg
(4856) Seaborg est un astéroïde de la ceinture principale.

## Description
(4856) Seaborg est un astéroïde de la ceinture principale. Il fut découvert le 11 juin 1983 à l'Observatoire Palomar par Carolyn S. Shoemaker. Il présente une orbite caractérisée par un demi-grand axe de 2,56 UA, une excentricité de 0,07 et une inclinaison de 15,0° par rapport à l'écliptique.

## Compléments